# Cantemir (distriktshuvudort)
Cantemir är en distriktshuvudort i Moldavien. Den ligger i distriktet Cantemir, i den södra delen av landet, öster om floden Prut. Cantemir ligger 56 meter över havet och antalet invånare är 3 829.
Terrängen runt Cantemir är platt åt sydväst, men åt nordost är den kuperad. Terrängen runt Cantemir sluttar västerut. Trakten runt Cantemir består till största delen av jordbruksmark.